# Lev Psakhis
Lev Borisovich Psakhis (em russo: Лев Борисович Псахис; nascido em 29 de novembro de 1958 em Tver (Kalinin), União Soviética) é um grande mestre de xadrez soviético naturalizado israelense. Foi bicampeão do campeonato de xadrez da União Soviética.

## Biografia
Ele ganhou os títulos de Mestre Internacional e Grande Mestre Internacional em 1980 e 1982, respectivamente, após as vitórias no Campeonato Soviético de 1980 (título dividido com Alexander Beliavsky) e 1981 (título dividido com Garry Kasparov, a quem ele derrotou na segunda rodada).
Em torneios internacionais,  Psakhis obteve vários resultados excelentes, incluindo o primeiro lugar em Nałęczów 1980, Sarajevo 1981, Cienfuegos 1983, Troon 1984, Sverdlovsk 1984, Szirak 1986, Sarajevo 1986, Sevastopol 1986, Lugano Open 1988, Tel Aviv 1990 (e novamente em 1999), London MSO 1999 e Andorra 2002
No ciclo do Campeonato Mundial, ele foi vice-campeão do Zonal de Erevan de 1982 e se classificou para o Interzonal de Las Palmas no mesmo ano. No entanto, ele não conseguiu avançar para a fase de Candidatos da competição.
Ele foi campeão israelense em 1997 e 1999. Nas Olimpíadas de Xadrez, representou Israel sete vezes entre 1990 e 2002. No Campeonato Europeu de Xadrez por equipes, ele foi o primeiro membro da equipe soviética em Plovdiv em 1983, quando ganhou medalhas de ouro individuais e por equipe. Representando Israel, ele conquistou a medalha de ouro individual no quarto tabuleiro em Batumi, em 1999.
Ele foi treinador desde o final dos anos 1980, quando trabalhou com Kasparov e Artur Yusupov. Ele jogou um match de treinamento com Kasparov em 1990 e perdeu por 1-5. Outros estudantes e jogadores de xadrez famosos que ele auxiliou foram Susan Polgar, Judit Polgár, Daniel Naroditsky e Emil Sutovsky.

## Estilo de jogo
Psakhis foi na juventude um jogador de posições agudas e complexas, mas atualmente prefere jogar de forma mais posicional. Consequentemente, ele incluiu e se tornou especialista na Defesa francesa, escrevendo o livro The Complete French no início dos anos noventa. Também escreveu um tratado de quatro volumes sobre a francesa em 2003.